# Luděk Randár
Luděk Randár (* 17. července 1958 Olomouc) je český herec, od roku 1982 člen souboru Městského divadla Zlín.

## Život
Od devíti let navštěvoval dramatický kroužek při lidové škole umění. Vystudoval střední ekonomickou školu v Olomouci a následně v roce 1982 činoherní herectví na Janáčkově akademii múzických umění v Brně.
Ještě během studií na JAMU v Brně hrál v Divadlo pracujících v Gottwaldově. Po absolutoriu v roce 1982 se stal členem souboru, v roce 1990 se divadlo přejmenovalo na Městské divadlo Zlín. Po revoluci krátce hostoval u Otomara Krejči v pražském Divadle za branou, ale táhlo ho to do Zlína k rodině. Věnuje se amatérským divadelním kroužkům a režijně amatérskému divadlu v Holešově. Úzce spolupracuje s Radiem Zlín a koná přednášky na Univerzitě Tomáše Bati ve Zlíně. V minulosti se věnoval také dabingu.
Objevil se v epizodních rolích v seriálech Život a doba soudce A. K. (2014), Četníci z Luhačovic (2017) či Mrazivá tajemství (2016–2018), ale také ve snímcích Svědek času (1988), Hanele (1999) nebo 3 sezóny v pekle (2009).
Luděk Randár má se ženou Jitkou tři děti – Jitku, Matěje a Annu. Je dlouholetým dárcem krve, rád běhá - pravidelně se účastní například zlínského festivalového maratonu.